# Benjamin deForest Bayly
Benjamin deForest Bayly (* 20. Juni 1903 in London, Ontario, Kanada; † März 1994 in San Diego, Kalifornien, USA) war ein kanadischer Ingenieur, Professor und Unternehmer. Im Zweiten Weltkrieg erfand und entwickelte er die Schlüsselmaschine Rockex, mit deren Hilfe die alliierten USA und Kanada auf der einen Seite des Atlantiks und das Vereinigte Königreich auf der anderen Seite ihren hochgeheimen transatlantischen Nachrichtenverkehr abhörsicher durchführten.

## Leben
Benjamin, wegen seiner irischen Vorfahren zumeist kurz „Pat“ genannt, wurde als einziges Kind des Arztes Benjamin Moore Bayly und Alice de Foret Bayley geboren. Seine Mutter stammte aus dem französischsprechenden Québec und trug den französischen Namen de Forêt (deutsch „vom Walde“). Für ihren Sohn wurde der mittlere Teil des Namens anglifiziert und es entstand deForest.
Die junge Familie zog 1906 nach Moose Jaw in die kanadische Provinz Saskatchewan. Dort ging Pat zur Schule. Als Jugendlicher entwickelte er ein besonderes Interesse für die damals neue Funktechnik und wurde Funkamateur. In einer offiziellen Liste aus dem Jahr 1922 ist der Name und das Rufzeichen „4EC“ des damals 19-Jährigen zu finden. Ein Jahr später machte er seinen ersten akademischen Abschluss im Fach Rechtswissenschaft an der University of Saskatchewan. Zu dieser Zeit lernte er auch seine spätere Frau, Margaret Grant, kennen, die aus Hamiota in Manitoba stammte. Sie bestärkte ihn, die Jurisprudenz nicht weiter zu verfolgen und stattdessen seiner eigentlichen Berufung nachzugehen. Pat begann daraufhin ein ingenieurwissenschaftliches Studium an der University of Toronto, das er 1930 abschloss. Am 19. Mai 1932 heiratete er Margaret. Sie hatten keine Kinder. Pat wurde Hochschullehrer an seiner Universität und lehrte dort bis 1940.
Inzwischen war in Europa der Zweite Weltkrieg ausgebrochen und das bedrängte Großbritannien suchte nach Verbündeten jenseits des Atlantiks. Am 10. September 1939 war Kanada auf Seiten der Briten in den Krieg gegen Deutschland eingetreten, während die mächtigen USA lange eine Politik des Stillhaltens verfolgten und zunächst nicht in den Krieg eintraten. Vitales Interesse der Briten und ihres Premierministers Winston Churchill war es, die USA als Kriegsalliierte zu gewinnen. Deshalb sandte er den kanadischstämmigen Meisterspion Sir William Stephenson (1897–1989), Deckname Intrepid (deutsch „unerschrocken“), im Jahr 1940 in die USA, um dort eine Spionageorganisation namens British Security Coordination (BSC) aufzubauen. Sitz war das Rockefeller Center in New York. Zweck der Organisation war es, pro-britische Propaganda in den USA zu befruchten, gleichzeitig pro-deutscher Propaganda und Spionage entgegenzutreten und sie möglichst zu neutralisieren, ein effizientes Nachrichtennetzwerk einzurichten und vor allem, die USA zum Kriegseintritt auf Seiten der Briten zu bewegen.
Stephenson erkannte, dass eine wesentliche Voraussetzung für all dies die Etablierung eines schnellen und abhörsicheren Nachrichtenaustausches war. Für diese Aufgabe stellte er Benjamin deForest Bayly in den Dienst seiner Organisation, wobei er dessen herausragende Fähigkeiten schätzte. Besonders vorteilhaft war auch, dass deForest Bayly als Kanadier offiziell auf Seiten der Briten stand, während US-Amerikaner (noch) nicht offen für das Vereinigte Königreich arbeiten konnten. DeForest Bayly wurde sofort nach England geschickt, wo er Bletchley Park und Whaddon Hall besuchte, mit Stewart Menzies (1890–1968), dem Chef des britischen Auslandsgeheimdienstes Secret Intelligence Service (SIS), zusammentraf und die  kryptanalytischen Methoden von Alan Turing und Gordon Welchman kennenlernte, mit denen die Briten die verschlüsselten deutschen Enigma-Funksprüche erfolgreich entzifferten.
DeForest Bayly wurde stellvertretender Leiter der BSC und war gleichzeitig Mitarbeiter des britischen Secret Intelligence Service (SIS), des US-amerikanischen Office of Strategic Services (OSS) und von Camp X in Kanada. Er richtete Hydra ein, die hochgeheime und ebenso sicher verschlüsselte transatlantische Nachrichtenverbindung. Dazu entwickelte er eine besondere Schlüsselmaschine, genannt Rockex, die zur Verschlüsselung von Fernschreiben das kryptographisch sichere Einmalschlüssel-Verfahren  (englisch One-Time Pad, kurz: OTP) nutzte. Hiermit wurden während des Höhepunkts des Krieges strategisch wichtige Nachrichten zwischen London, New York, Washington und Ottawa ausgetauscht.
Nach dem Krieg ging er wieder an seine Hochschule zurück und lehrte dort bis 1951. Am 11. Dezember 1954 wurde er zum Bürgermeister von Ajax gewählt, einer während des Krieges am Nordufer des Ontariosees neugegründeten Gemeinde. Er engagierte sich sehr für die Stadtentwicklung, wurde dort auch zum Unternehmer und gründete die Bayly Engineering.
Im Jahr 1969 ging er in den Ruhestand und zog mit seiner Frau nach Solana Beach bei San Diego in Kalifornien. Sie starb 1986. Benjamin deForest Bayly überlebte seine Frau um acht Jahre. Er wurde 90 Jahre alt.